# Старша школа Columbia River
Columbia River High School — державна старша школа у Ванкувері, штат Вашингтон, США. Вона є частиною системи державних шкіл Ванкувера і відкрита в 1962 році. Columbia River має понад 1200 студентів.  Columbia River - це школа-магніт у VSD для програми міжнародного бакалавра.

## Демографія
Станом на 1 жовтня 2006 року 1317 учнів відвідують Columbia River High School. З усіх студентів, які навчаються, 1183, або 85 відсотків, вважають себе білими; 80, або 6 відсотків, ідентифікують себе як азіати; 56, або 4 відсотки, ідентифікують себе як латиноамериканці; 31, або 2 відсотки, вважають себе чорними; і 15, або 1 відсоток, вважають себе американськими індіанцями. Серед учнів усіх класів 16 відсотків учнів мають право на обід, субсидований федеральним бюджетом. Один учень зарахований до програми вивчення англійської мови, а 132, або 9 відсотків усіх учнів, отримують спеціальну освіту. Англійська є основною мовою, якою розмовляють вдома 95 відсотків учнів. За нею йдуть іспанська, в’єтнамська та російська, якими розмовляє 1 відсоток студентів, також присутня українська. З усіх студентів 35 відсотків зараховано за винятками. 
Порівняно з кількістю учнів старших шкіл Ванкуверського шкільного округу в цілому, учні Columbia River є більш білими, частіше розмовляють англійською вдома та рідше мають право на субсидовані обіди. 

## Спорт

### Біг через перешкоди(Крос-кантрі)
Команди юнаків 1965 (осінній сезон 1964) та 1971 (осінній сезон 1970) з кросу виграли чемпіонат штату з бігу.  

### Легка атлетика
Трек-команда Columbia River Girls виграла чемпіонат штату 3A в 2010 році. 

### Бейсбол
Columbia River виграла чемпіонат 3A штату Вашингтон у 1984 та 1989 роках. 

### Швидкий софтболл(фастпітч)
«Columbia River» виграла чемпіонат 1992 року та поспіль перемагала в чемпіонатах штату Вашингтон 4A у 1996 та 1997 роках. 

### Боротьба
Columbia River виграла чемпіонат штату Вашингтон 3A у 1969 та 1986 роках. 

### Волейбол
Columbia River виграла чемпіонат штату Вашингтон 4A 1991 та 3A 2000. 

### Гімнастика
Columbia River виграла чемпіонат штату Вашингтон серед дівчат 3A 2009 року. 

### Футбол
«Rapids» виграли чемпіонат штату з футболу 3A серед дівчат у 2010 та 2013 роках, а також чемпіонат штату з футболу 2A у 2017, 2019 та 2022 роках. «Rapids» виграли чемпіонат штату з футболу серед хлопців 2A у 2018 (23-0) і 2023 (24-0). 

### Боулінг
Columbia River виграла чемпіонат штату з боулінгу 3A серед дівчат у 2015 році. 

### Теніс
Дівоча команда Columbia River виграла чемпіонат штату Washington 2A у 2019 році. 

## Зелена електроенергія
Сонячні батареї були встановлені в старшій школі Columbia River High School 26 травня 2010 року. Панелі були придбані за рахунок гранту в рамках Програми зеленого світла комунальних підприємств Clark . В умовах пікового сонячного світла панелі вироблятимуть 2160 Вт потужності. У типових умовах Ванкувера це становить 2400 кіловат-годин на рік. 

## Видатні випускники
- Брюс Барнум - головний футбольний тренер, Університет Портленд Стейт
- Роско Давін — випускник 1965 року, елітний легкоатлет, змагався за Університет Орегону
- Ден Франц — випускник 1996 року, гравець «Чикаго Раш» (AFL)
- Роджер Гембрайт, колишній гравець MLB (Нью-Йорк Янкіз)
- Денні Гек — випускник 1970 року, віце-губернатор штату Вашингтон (2021-), конгресмен від 10 округу Вашингтона (2013-2020) і засновник TVW
- Ед Герман - колишній професійний боєць змішаних єдиноборств, UFC (2006-2023)
- Yuh-Line Niou - учасник зборів у Нью-Йорку (2017-2022)
- Джо Філліпс - захисник НФЛ
- Бретт Пірс - тайт-енд НФЛ
- Стен Спенсер - колишній пітчер Вищої ліги бейсболу (Сан-Дієго Падрес)

## Зовнішні посилання
- Офіційний сайт

Шаблон:WIAA Southwest Washington District 4